# (9363) 1992 GR
(9363) 1992 GR es un asteroide perteneciente al cinturón de asteroides, región del sistema solar que se encuentra entre las órbitas de Marte y Júpiter, descubierto el 3 de abril de 1992 por Seiji Ueda y el astrónomo Hiroshi Kaneda desde el Kushiro Marsh Observatory, Hokkaido, Japón.

## Designación y nombre
Designado provisionalmente como 1992 GR.

## Características orbitales
1992 GR está situado a una distancia media del Sol de 2,647 ua, pudiendo alejarse hasta 3,001 ua y acercarse hasta 2,293 ua. Su excentricidad es 0,134 y la inclinación orbital 13,930 grados. Emplea 1572,59 días en completar una órbita alrededor del Sol.
Pertenece a la familia de asteroides de (15) Eunomia.

## Características físicas
La magnitud absoluta de 1992 GR es 13,68. Tiene 5,364 km de diámetro y su albedo se estima en 0,353. 